# Longueur palindromique d'un mot
En combinatoire, et plus particulièrement en combinatoire des mots, la longueur palindromique d'une chaîne est le nombre minimum de palindromes dont la concaténation est égale à cette chaîne. Les mots de longueur palindromique égale à 1 sont les palindromes.

## Exemples
Notons {\displaystyle p(w)} la longueur palindromique d'un mot {\displaystyle w}.
Le mot abaab est le produit des deux palindromes a et baab sans être lui-même un palindrome ; sa longueur palindromique est 2. Le mot abaca est de longueur palindromique {\displaystyle p}(abaca)=3.
Chaque lettre est un palindrome, et un mot de longueur n est produit de n palindromes de longueur 1 ; la longueur palindromique d'un mot de longueur {\displaystyle n} est au plus {\displaystyle n}.
Le mot 010011 peut être exprimé de deux façons différentes comme produite de trois palindromes :(0)(1001)(1) et (010)(0)(11).

## Une majoration
Notons {\displaystyle p(w)} la longueur palindromique d'un mot {\displaystyle w}. Alexander (ou Olexandr) Ravsky a donné, en 2003, une formule précises pour le maximum des longueurs palindromiques des mots binaires de longueur donnée. Notons de maximum {\displaystyle K(n)} :
{\displaystyle K(n)=\max\{p(w)\mid |w|=n\}}.
Alors on a :
{\displaystyle K(n)=[n/6]+[(n+4)/6]+1} pour {\displaystyle n\neq 11} et {\displaystyle K(11)=5}.
Par exemple, {\displaystyle K(30)=11} ; ainsi tout mot binaire de longueur 30 est produit d'au plus 11 palindromes, et cette valeur est atteinte.

## Algorithmes
Le calcul de la longueur palindromique est un problème de combinatoire algorithmique des mots. Plusieurs algorithmes ont été présentés qui calculent la longueur palindromique d'un mot de longueur {\displaystyle n} en temps {\displaystyle O(n\log \,n)},. En 2017, Borozdin, Kosolobov , Rubinchik et Shur présentent, au Symposium on Combinatorial Pattern Matching, un algorithme linéaire ; de plus c'est un algorithme en ligne, c'est-à-dire qu'il lit la chaîne séquentiellement et de gauche à droite et calcule la longueur palindromique de chaque préfixe après en avoir lu le dernier caractère. Toutefois, les auteurs disent eux-mêmes que la constante du terme linéaire est telle qu'en pratique un algorithme en {\displaystyle O(n\log \,n)} est plus rapide.
Un algorithme simple, en temps quadratique et en place linéaire pour calculer la longueur palindromique {\displaystyle p(w)} d'un mot {\displaystyle w} de longueur n est basé sur la formule suivante :
{\displaystyle p(w[1..j])=\min _{i}\{1+p(w[1..i-1])\mid i\leq j,w[i..j]\ {\text{est un palindrome}}\}}
On remplit un tableau de taille {\displaystyle n}, noté {\displaystyle P}, où {\displaystyle P[i]} est la longueur palindromique du préfixe {\displaystyle w[1..i]} de longueur {\displaystyle i} de {\displaystyle w}. À chaque étape {\displaystyle j}, on calcule l'ensemble {\displaystyle P_{j}} des positions de départ des suffixes de {\displaystyle w[1..j]} qui sont des palindromes ; on les obtient à partir des positions de départ de {\displaystyle P_{j-1}} des suffixes de {\displaystyle w[1..j-1]} en utilisant le fait que {\displaystyle w[i..j]} est un palindrome si et seulement si {\displaystyle w[i+1..j-1]} est un palindrome et {\displaystyle w[i]=w[j]}. La place requise est clairement linéaire ; on utilise un temps en {\displaystyle O(|P_{j}|+|P_{j-1}|)} à chaque étape, de sorte que le temps requis est proportionnel au nombre de facteurs palindromiques du mot. Ce nombre peut être quadratique, comme pour le mot {\displaystyle (ab)^{n/2}}. L'algorithme peut être facilement adapté pour donner une factorisation en palindromes.

## Mots infinis
Le mot de Thue-Morse est un mot infini dont tous les préfixes d'une longueur une puissance de 4 est un palindrome ; ce sont
```
0
0110
0110100110010110
...
```

Les préfixes dont la longueur est 2 fois une puissance de 4 sont produits de deux palindromes. Frid, Puzynina et Zamboni ont montré que dans le mot de Thue-Morse, et plus généralement dans un mot qui ne contient pas en facteur des puissances arbitrairement élevées, il y a des préfixes de longueur palindromiques arbitrairement grande. Plus précisément, ils prouvent que pour un entier {\displaystyle k} et un mot infini {\displaystyle w} sans puissance {\displaystyle k}-ième, et pour tout entier {\displaystyle m}, il existe un préfixe {\displaystyle u} de {\displaystyle w} de longueur palindromique {\displaystyle p(u)>m}.
Les auteurs se demandent s'il existe un mot infini non ultimement périodique pour lequel les longueurs palindromiques de tous ses préfixes est bornée. Anna Frid a prouvé que ceci est impossible dans le cas des mots sturmiens.
La suite des longueurs palindromiques {\displaystyle p_{n}(u)} des préfixes de longueur n d'un mot infini u est 2-régulière dans le cas du mot de Thue-Morse qui est 2-automatique. Plus généralement, la suite  {\displaystyle p_{n}(u)} d'un mot {\displaystyle k}-automatique ne qu'un nombre fini de palindromes est {\displaystyle k}-régulière. Pour deux mots automatiques, à savoir le mot du pliage de papier et le mot de Rudin-Shapiro, la suite admet une forme explicite.
La suite des différences
{\displaystyle d_{n}(u)=p_{n+1}(u)-p_{n}(u)}
des longueurs palindromiques des préfixes de {\displaystyle u}, avec la convention {\displaystyle d_{0}(u)=1} ne prend que trois valeurs, à savoir -1,0, ou 1. Ceci résulte de l'encadrement
{\displaystyle p_{n}(u)-1\leq p_{n+1}\leq p_{n}(u)+1}
démontré dans cette forme par Saarela.
Elle a la propriété suivante : 
Si un mot infini {\displaystyle k}-automatique  {\displaystyle u} ne contient qu'un nombre fin de palindromes distincts, alors la suite des différences est également {\displaystyle k}-automatique. L'hypothèse est remplie par les mots du pliage de papier et de Rudin-Shapiro. Les automates pour ces suites sont assez volumineux.